# Kalikst III

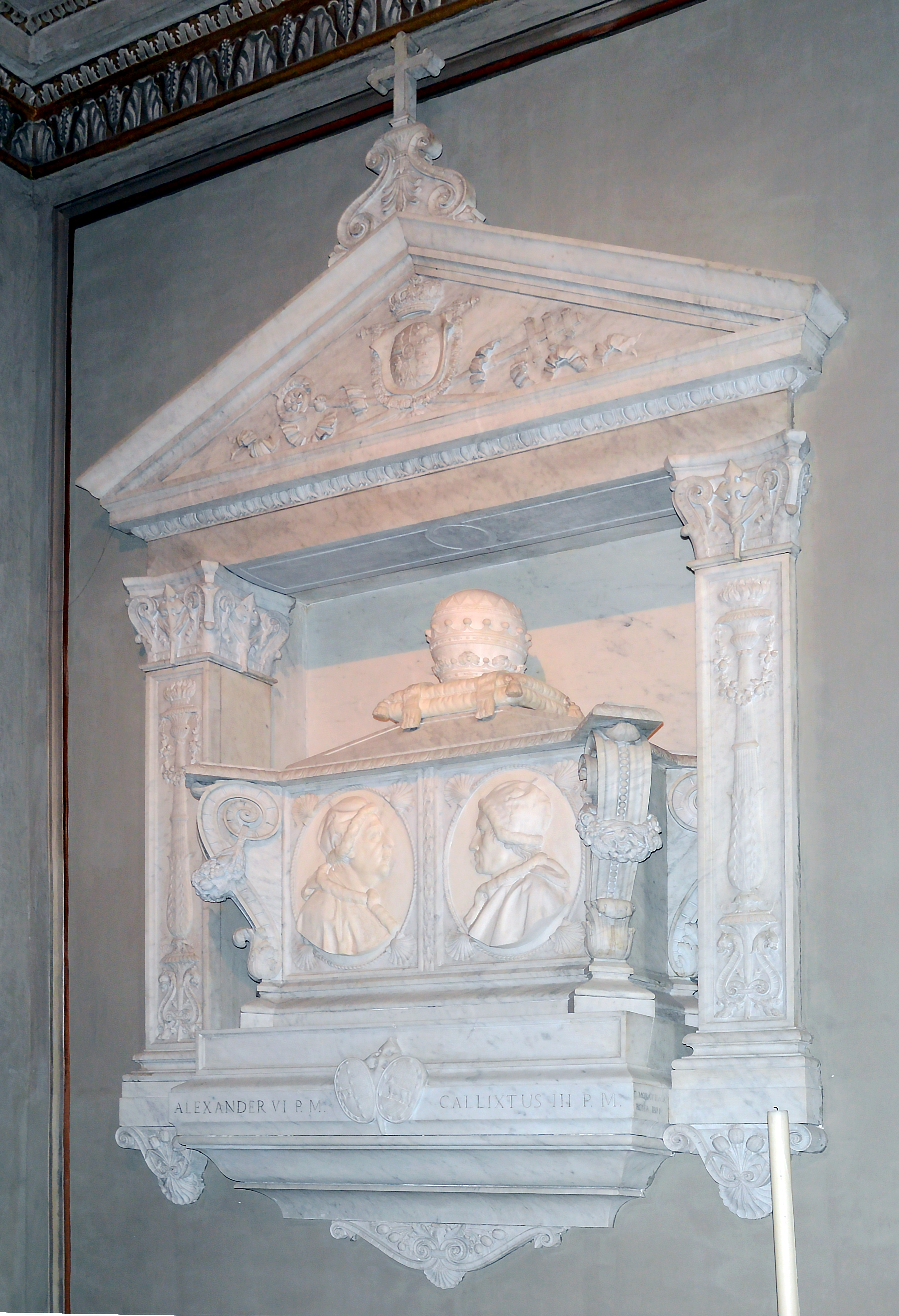
Grób Kaliksta III w Chiesa di Santa Maria in Monserrato degli Spagnoli

Kalikst III (łac. Callistus III, właśc. Alfonso de Borja; ur. 31 grudnia 1378 w Xàtivie, zm. 6 sierpnia 1458 r. w Rzymie) – papież w okresie od 8 kwietnia 1455 roku do 6 sierpnia 1458 roku.

## Życiorys

### Wczesne życie
Urodził się jako syn właściciela ziemskiego; pochodził z rodu Borgiów. Z wykształcenia był prawnikiem. Był wykładowcą na uniwersytecie w Leridzie, a następnie pracował u króla Aragonii, Alfonsa V. Był zatrudniony na wpływowym stanowisku osobistego sekretarza króla. Działając na jego polecenie, Alfonso prowadził negocjacje z antypapieżem Klemensem VIII. Ostatecznie udało mu się nakłonić antypapieża do abdykacji, za co Borja otrzymał arcybiskupstwo Walencji. sakrę biskupią przyjął 31 sierpnia 1429 roku z rąk kardynała Pierre'a de Foix'a. W 1444 został kreowany kardynałem Santi Quattro Coronati; w tym czasie prowadził ascetyczne życie, nie wyróżniając się niczym szczególnym. W czasie konklawe 1455 został wybrany papieżem, jako kandydat kompromisowy pomiędzy sojusznikiem rodu Colonnów a Grekiem Bessarionem.

### Pontyfikat
Głównym celem jego pontyfikatu było odbicie Konstantynopola z rąk Turków, co ślubował uczynić, już na początku swojej posługi. Na samym początku rozesłał legatów do państw europejskich z prośbami o zorganizowanie krucjaty. Prośby te spotkały się jednak z chłodnymi reakcjami władców, którzy byli zajęci sprawami wewnętrznymi swoich krajów. Ponadto Kalikst rozpoczął gromadzenie armii i budowę floty na Tybrze, a na dzień 1 marca 1456 wyznaczył początek krucjaty. Flota pod wodzą kardynała Trevisano wypłynęła następnie z Neapolu i stoczyła zwycięską potyczkę z Turkami pod Lesbos. Papież zarządził również, by pieniądze ze zbiórek publicznych w całej Europie zostały przekazane dla prowadzącego krucjatę Jánosa Hunyady’ego, któremu, dzięki wsparciu finansowemu, udało się wyprzeć Turków pod Belgradem 22 lipca 1456 i ranić sułtana Mehmeda Zdobywcę.
Wprowadzenie tzw. „tureckich dziesięcin”, spowodowało niezadowolenie na dworach europejskich, m.in. we Francji i w Niemczech, jednak dzięki dyplomacji kardynała Eneasza Piccolominiego udało się załagodzić sytuację. Papież popadł także w konflikt ze swoim dawnym protektorem, królem Alfonsem V – konsekwencją tegoż sporu było przekazanie korony królestwa Aragonii i Neapolu (po śmierci króla) bratankowi Kaliksta.
Kalikst III praktycznie nie wykazywał zainteresowania sztuką, w porównaniu z jego poprzednikiem Mikołajem V. Nie było to jednak powodowane ignorancją papieża, ale ogromnymi wydatkami na organizowanie krucjaty, a także obsypywaniem dobrami krewnych. Papież nie stronił od nepotyzmu: powołał swojego siostrzeńca kardynała Luisa Juana Milę na gubernatora Zamku św. Anioła i prefekta Rzymu, a drugiego siostrzeńca, kardynała Rodriga Borgię na wicekanclerza Kurii Rzymskiej. Ponadto kreował kardynałami dwóch bratanków, którzy mieli zaledwie po dwadzieścia kilka lat.
Przywiązywał dużą wagę do odbudowy Rzymu, który był wówczas w dużym stopniu zrujnowany i wyludniony. Na jego rozkaz wybrukowano Campo de’ Fiori, co było częścią renowacji zaniedbanej dzielnicy miasta.
Był pierwszym papieżem pochodzącym z Hiszpanii, z tego powodu był nielubiany przez włoskie rodziny arystokratyczne z Rzymu (np. Orsini, Colonna).
16 czerwca 1456 unieważnił wyrok i zrehabilitował spaloną na stosie w Rouen, Joannę d'Arc. Ustanowił święto Przemienienia Pańskiego w dniu 6 sierpnia; zmarł właśnie w tym dniu, w 1458 roku. 
Przez historyków jest oceniany jako papież oddany Kościołowi, chcący ochronić go przed Turkami, którego wadą był nepotyzm.